# Championnat d'Amérique du Nord féminin de volley-ball 1973
Navigation
Édition précédente Édition suivante
Le 3e championnat d'Amérique du Nord de volley-ball féminin s'est déroulé en 1973 à Tijuana, Mexique. Il a mis aux prises les sept meilleures équipes continentales.

## Classement final
| Place              | Équipe                 |
| ------------------ | ---------------------- |
| Médaille d'or      | Cuba                   |
| Médaille d'argent  | Canada                 |
| Médaille de bronze | États-Unis             |
| 4                  | Mexique                |
| 5                  | République dominicaine |
| 6                  | Porto Rico             |
| 7                  | Haïti                  |